# Splendrillia westralis
Splendrillia westralis is een slakkensoort uit de familie van de Drilliidae. De wetenschappelijke naam van de soort is voor het eerst geldig gepubliceerd in 1993 door Wells.